# Seiji Ueda
Seiji Ueda (上田 清二, Ueda Seiji) é um astrônomo japonês prolífero descobridor de asteroides. Ele descobriu ao todo 698 asteroides e possui título de Ph.D. pela Universidade de Stanford.
O asteroide 4676 Uedaseiji foi assim nomeado em sua homenagem.